# 2004년 하계 올림픽 소프트볼
2004년 하계 올림픽 소프트볼 경기는 2004년 8월 14일부터 8월 20일까지 그리스 아테네에서 열렸다. 오스트레일리아가 은메달을 따고 일본이 동메달을 따는동안, 미국은 금메달을 땄다. 
8개의 국가에서 120명의 선수가 출전했다. 

## 참가국
| - 오스트레일리아 (AUS) - 캐나다 (CAN) - 중화인민공화국 (CHN) - 그리스 (GRE) | - 중화 타이베이 (TPE) - 이탈리아 (ITA) - 일본 (JPN) - 미국 (USA) - 2004년 하계 올림픽 야구 |